# Ӧ
Ӧ é uma letra do alfabeto cirílico, usada na Língua curda, língua altaica, língua khakas, língua mari, Língua udmurte e língua komi. 